# Enriqueta de Reuss-Ebersdorf
Enriqueta de Reuss-Ebersdorf, en alemán: Sofie Henriette von Reuß zu Ebersdorf; (Saalburg-Ebersdorf, 9 de mayo de 1767-Coburgo, 3 de septiembre de 1801) fue una noble alemana, hija del conde Enrique XXIV de Reuss-Ebersdorf y de la condesa Carolina Ernestina de Erbach-Schönberg.

## Biografía
El 14 de julio de 1787, con 20 años, contrajo matrimonio con Emico Carlos de Leiningen, de 23 años, único hijo del príncipe Carlos Federico Guillermo, conde de Leiningen-Dagsburg-Hartenburg y de Cristina Guillemina, condesa de Solms-Rödelheim-Assenheim. Carlos Federico Guillermo era conocido por su ferviente habilidad en la caza.
La pareja estableció su residencia en Bad-Dürkheim, en el estado de Renania-Palatinado. Allí residieron hasta 1796, cuando, a raíz de la expansión de la Revolución Francesa, se vieron obligados a huir a Coburgo, donde residía su hermana, Augusta de Reuss-Ebersdorf. Posteriormente, el castillo de Dürkheim fue destruido por un incendio.
En 1793, la pareja tuvo un único hijo, Federico Carlos (1793-1800), que murió en la infancia.
Enriqueta falleció en Coburgo el 3 de septiembre de 1801, a la edad de 34 años, y fue enterrada en la cripta de la iglesia local de Sankt Moritz.